# 85 г. пр.н.е.
85 (осемдесет и пета) година преди новата ера (пр.н.е.) е година от доюлианския (Помпилийски) римски календар.

## Събития

### В Римската република
- Консули са Луций Корнелий Цина (за III път) и Гней Папирий Карбон.
- Поход на Гай Флавий Фимбрия в Азия.[1]
- Край на Първата Митридатова война. Митридат VI приемa условията на Сула и сключва мирен договор в Дардан.[2]

## Родени
- Марк Юний Брут, римски сенатор и един от убийците на Юлий Цезар (умрял 42 г. пр.н.е.)
- Ация Балба Цезония, племенница на Юлий Цезар и майка на император Октавиан Август (умряла 43 г. пр.н.е.)
- Тиберий Нерон, баща на император Тиберий и пълководеца Друз (умрял 33 г. пр.н.е.)

## Починали
- Гай Юлий Цезар Старши, римски политик и баща на Юлий Цезар
- Луций Валерий Флак, римски политик